# Flavio Giovenale
Flávio Giovenale, SDB, (Murello, Cuneo, Piamonte 6 de mayo de 1954) sacerdote católico italiano, de la orden de los salesianos, ha sido obispo de la Diócesis de Abaetetuba, estado de Pará. (Brasil) (1997-2012) de Santarem (2012-2018). Actualmente es obispo de Cruzeiro do Sul (Acre).

## Biografía
Estudió Filosofía en el Instituto Salesiano de Filosofía y Pedagogía en Lorena, São Paulo entre 1975 y 1976. 
Cursó Teología en el Instituto Teológico Pio XI, en São Paulo, entre 1978 y 1981. Posgrado en la Universitá Pontificia Salesiana (Fac. Spiritualitá) de Roma (1984-1985). 

### Vida religiosa
Profesó sus votos religiosos el 8 de septiembre de 1971. Se ordenó sacerdote el 20 de diciembre de 1981 en Murello (Italia). Fue ordenado obispo el 8 de diciembre de 1997.
Trabajó en la Pastoral Vocacional de Pará entre 1982 y 1983. Fue rector del Seminario Menor en Manaus de 1986 a 1989. Rector del Seminario Mayor de Manaus entre 1990 y 1991. Ecónomo de la Provincia de 1992 a 1997. También fue procurador misionario para Brasil entre 1994 y 1997.

### Episcopado
Fue ordenado obispo el 8 de diciembre de 1997, desde entonces ha sido obispo de Abaetetuba.
Lema: "Que todos se sientan amados por Diós".
Ha sido secretário (1999-2003), vicepresidente (2003-2004) y presidente (2004-2007) de la Conferencia Episcopal del Norte de Brasil.
Durante o su obispado se han promovido importantes iniciativas de promoción humana y educativa, en un entorno marcado por la pobreza y el narcotráfico. Se han creado centros de formación profesional, centros juveniles y diversas instituciones de carácter social. Ha participado activamente en la creación de un consejo Tutelar de Abaetetuba. 
Ha basado su actuación en la defensa de los derechos humanos, lo que le ha procurado muchos enemigos e incluso amenazas de muerte. La Confederación Nacional de Obispos Brasileños (CNOB) señaló que, además de él, otros prelados de la zona amenazados son Erwin Krautler, de la diócesis de Xingu; José Luiz Azcona Hermoso, de Marajó.
En 2007 denunció el internamiento de una adolescente de 15 años en una prisión de adultos, en la misma celda de otros presos varones, (lo que viola los derechos fundamentales de los menores), como una muestra de las injusticias que se comenten en la zona. La muchacha fue liberada y el secretariado estatal de seguridad de Pará suspendió a los inspectores de policía responsables de encarcelar a la chica con varones.
Don Flávio es el tercer obispo de Abaetetuba, sucediendo a Don Angelo Frosi, SX.